# Osservatorio astronomico di Cagliari
L'INAF-OAC Osservatorio Astronomico di Cagliari è una struttura di ricerca facente parte dell'Istituto Nazionale di Astrofisica (INAF) dedicata allo studio dell'Universo e degli elementi che lo compongono. Il settore di ricerca che più caratterizza l'INAF-OAC è la radio-astronomia, soprattutto grazie al fatto che gestisce il "Sardinia Radio Telescope" (SRT), grande e nuovissimo radiotelescopio costruito nel Comune di San Basilio.

## Localizzazione
Si trova nel Campus della Scienza, della Tecnica e dell'Ambiente nel comune di Selargius (Cagliari), a pochi chilometri dalla cittadella universitaria, e conta al suo interno numerose aree dedicate al suo funzionamento: dai Laboratori di Sviluppo di SRT agli uffici di numerosi astronomi ed amministrativi.
La nuova struttura è particolarmente votata alla divulgazione scientifica e alla didattica in ambito astronomico, essendo infatti dotata di:
- Sala Didattica con strumenti osservativi
- Auditorium / Sala Multimediale / Teatro scientifico
- Museo Storico Astronomico
- Planetario digitale

## Storia
Nel 1899 nasce come Stazione astronomica di Carloforte, una delle sedi dell'International Latitude Service dedicate al servizio zenitale. Inizialmente ebbe sede nell'isola di San Pietro. Alla fine degli anni ’60 fu creata nell’università di Cagliari una cattedra di Astronomia e nel 1969 il professore Edoardo Proverbio fu nominato direttore della Stazione astronomica. Con il  trasferimento nel 1978 nella nuova stazione astronomica costruita a Punta Sa Menta, nella frazione Poggio dei Pini del comune di Capoterra, a 20 km da Cagliari. Nel 1997 la Stazione astronomica divenne Osservatorio astronomico. Dal 2002 il nome della Stazione Astronomica è diventato Osservatorio astronomico di Cagliari INAF-OAC.
Da allora in Sardegna sono nati nuovissimi progetti come il Sardinia Radio Telescope (2006) a San Basilio.
Quella di Poggio dei Pini rimane la sede dell'osservatorio fino all'ottobre del 2013, quando l'intera struttura viene trasferita presso l'ex-polveriera di Selargius, sulla 387 per Dolianova, nei nuovi locali del "Campus della scienza, della tecnica e dell'ambiente" del comune di Selargius, in località Cuccuru Angius.
La nuova sede, oltre a ridurre notevolmente i tempi di percorrenza dall'osservatorio al Sardinia Radio Telescope, si trova anche geograficamente molto vicina alla Cittadella Universitaria di Monserrato, consentendo una migliore e più frequente interazione con gli studenti e i ricercatori dell'Università di Cagliari.